# Liễu sam
Cryptomeria là một chi thực vật hạt trần trong họ Hoàng đàn (Cupressaceae), trước đây được phân loại trong họ Bụt mọc (Taxodiaceae). Chi này chỉ có một loài duy nhất với danh pháp hai phần là Cryptomeria japonica (đồng nghĩa: Cupressus japonica L.f.). Đây là loài đặc hữu của Nhật Bản, người Nhật gọi là sugi (tiếng Nhật: 杉-sam); tên gọi bản địa này ngày càng được sử dụng rộng rãi trong các tài liệu về thực vật học, để thay thế cho tên gọi cũ không chính xác về mặt thực vật học là "tuyết tùng Nhật Bản" - loài này thật ra không phải là loài cận chủng với nhóm tuyết tùng (chi Cedrus). Tiếng Việt gọi cây này là liễu sam hay bách Nhật Bản.

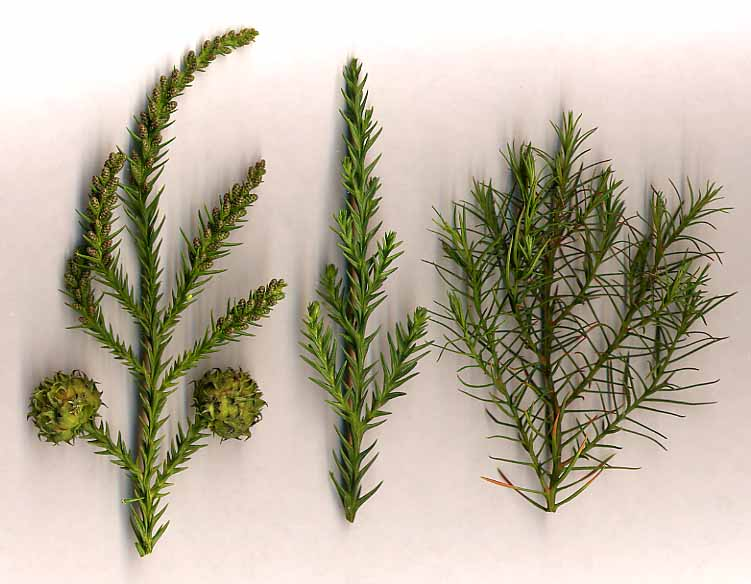
Cryptomeria japonica: (trái) cành cây với các nón già và một nón đực non ở đầu; (giữa) cành với tán lá trưởng thành; (phải) cành với tán lá non.

Nó là một loài cây thân gỗ lớn và lá thường xanh, cao tới 70 m (230 ft) và đường kính thân đạt tới 4 m (12 ft), với vỏ màu nâu đỏ dễ bóc theo chiều dọc. Các lá mọc xoắn, hình kim, dài 0,5–1 cm; các nón hạt hình cầu, đường kính 1–2 cm với khoảng 20-40 vảy. Nó rất giống với loài cự sam (Sequoiadendron giganteum) có quan hệ họ hàng gần. Có thể phân biệt hai loài theo kích thước lá (dưới 0,5 cm ở cự sam) hay nón (4–6 cm ở cự sam) cũng như vỏ gỗ cứng của nó (ở cự sam vỏ dày nhưng xốp).
Liễu sam đã được trồng từ lâu ở Trung Quốc và một số người cho rằng nó có nguồn gốc ở đây. Các dạng được chọn lọc để trồng làm cây cảnh hay lấy gỗ ở Trung Quốc được miêu tả như là một thứ khác biệt Cryptomeria japonica thứ sinensis (hoặc thậm chí là một loài riêng biệt là Cryptomeria fortunei), nhưng trên thực tế nó không khác gì với một loạt các biến thể được tìm thấy trong tự nhiên ở Nhật Bản, và cũng không có chứng cứ rõ ràng là loài này đã từng tồn tại trong tự nhiên ở Trung Quốc.

## Biểu tượng và sử dụng

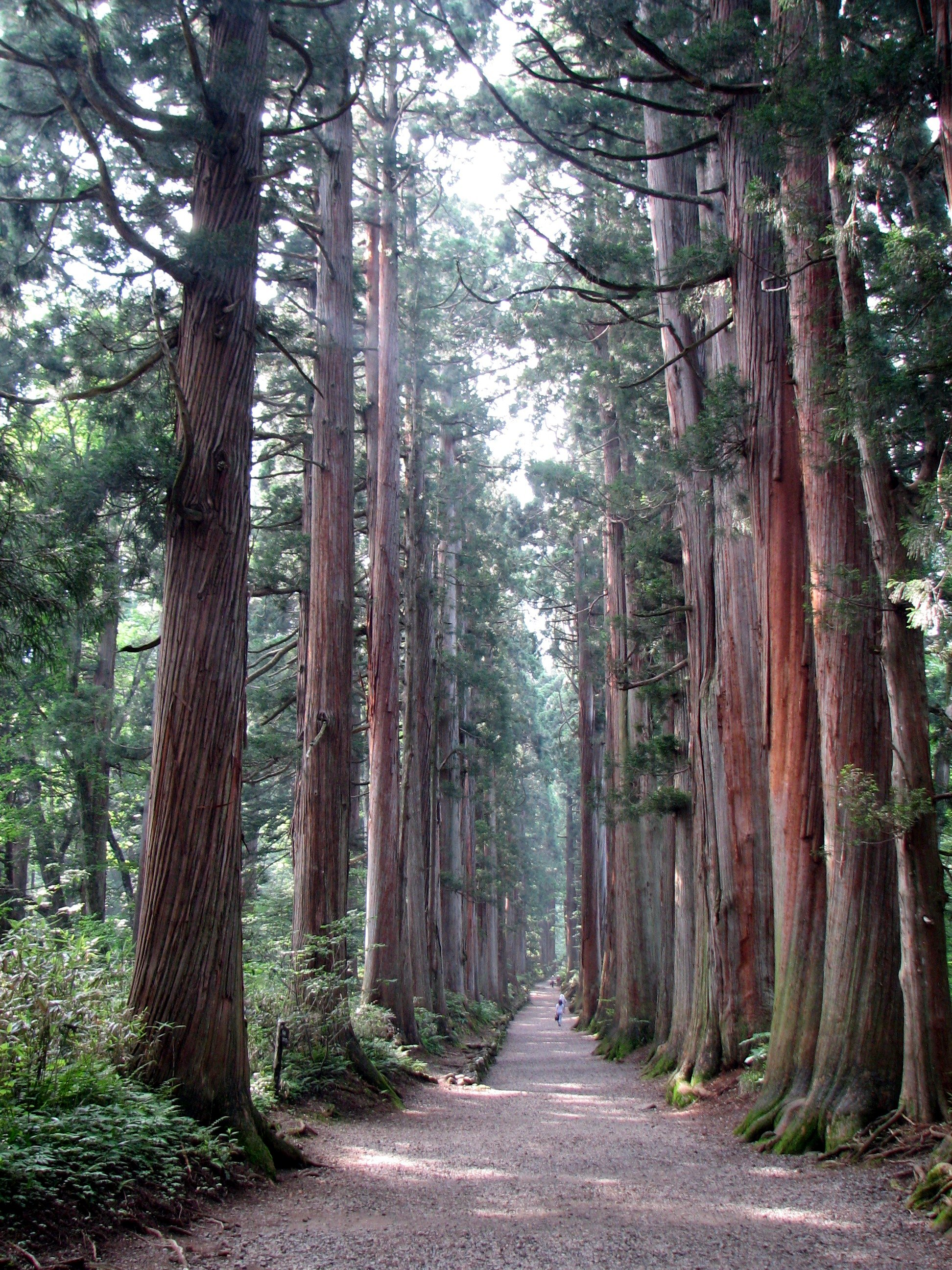
Đường hàng cây liễu sam tại khu vực lăng Togakushi tại Nagano.

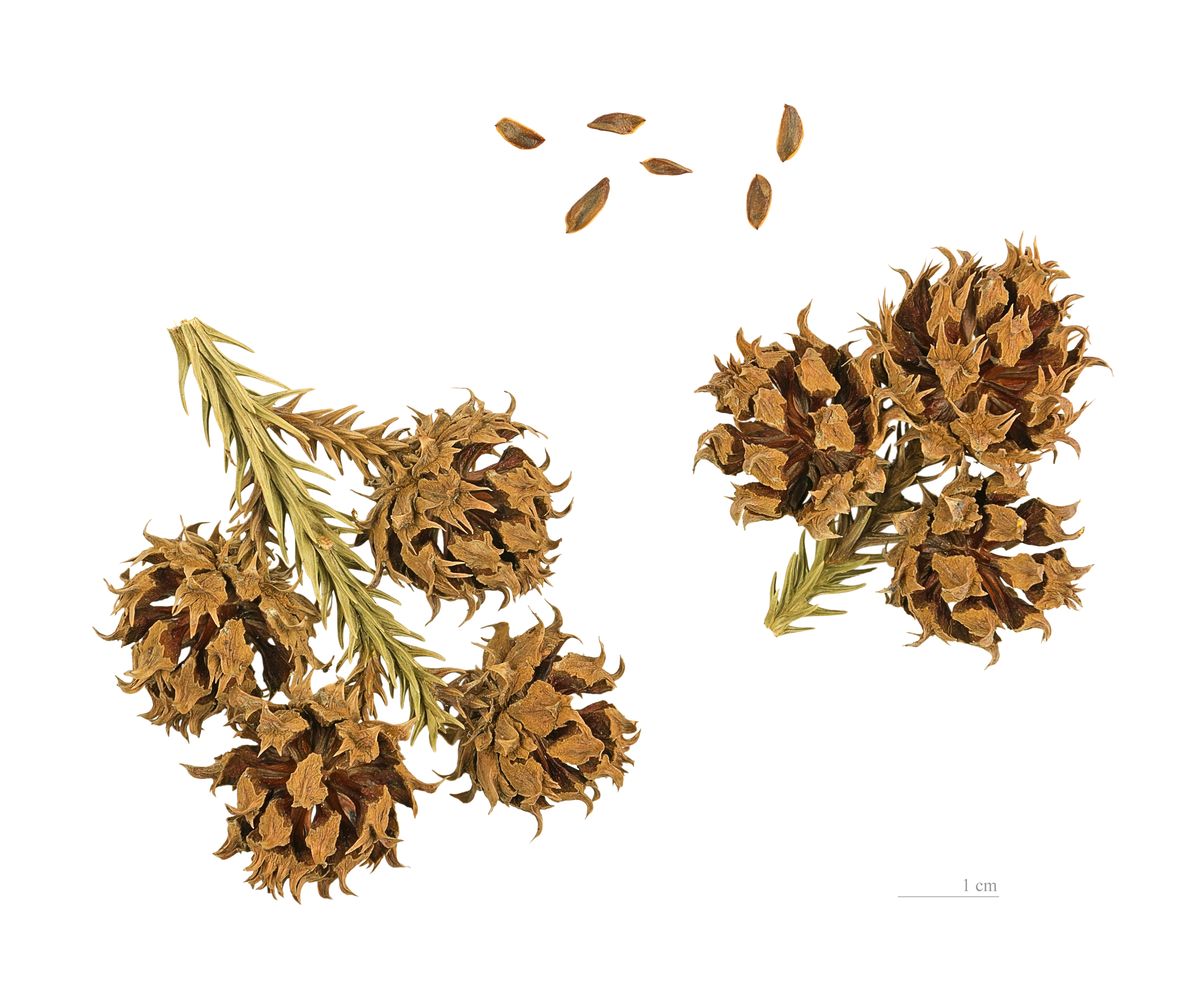
Cryptomeria japonica

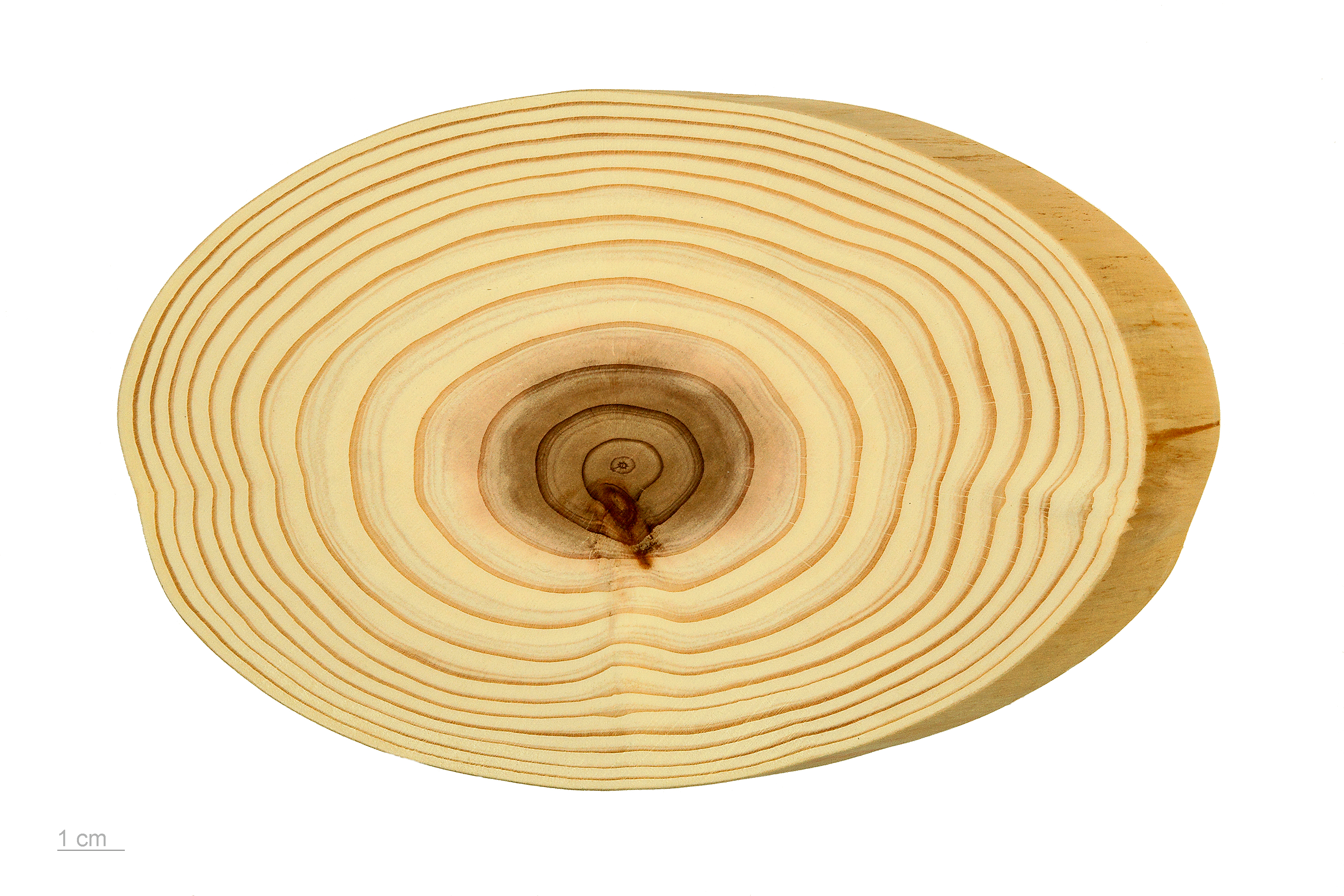
Cryptomeria japonica

Liễu sam là quốc thụ của Nhật Bản, nói chung hay được trồng xung quanh các đền miếu, với nhiều cây có kích thước to lớn đầy ấn tượng đã được trồng hàng thế kỷ trước. Sargent trong The Forest Flora of Japan (1894) đã ghi chép lại ví dụ về một daimyo (đại danh) vì quá nghèo để có thể phúng viếng cửa trời bằng đá tại lễ tang của tướng quân Tokugawa Ieyasu (Đức Xuyên Gia Khang, 1543-1616) ở thần xã Nikkō Tōshō-gū (Nhật quang Đông chiếu cung), nhưng đã đề nghị thay vì điều đó là được trồng một hàng cây liễu sam, 'để những người viếng thăm trong tương lai không bị nắng'. Lời đề nghị này đã được chấp nhận và hàng cây này còn tồn tại tới ngày nay, nó dài trên 65 km (40 dặm), và 'không có gì sánh được với nó về độ hùng vĩ trang nghiêm'.
Nó cũng được sử dụng rộng rãi trong lâm nghiệp tại Nhật Bản và Trung Quốc, cũng như được trồng rộng rãi tại các khu vực ôn đới khác để làm cây cảnh, bao gồm Anh, châu Âu đại lục và Bắc Mỹ.
Một dạng cây cảnh phổ biến là giống 'Elegans', nó đáng chú ý vì giữ lại được kiểu tán lá non trong suốt thời gian tồn tại của mình, thay vì phát triển kiểu tán lá trưởng thành thông thường khi được một năm tuổi. Ảnh chụp tại hình bên phải trên đây là của giống này. Nó tạo thành một dạng cây bụi nhỏ cao khoảng 5-10m.

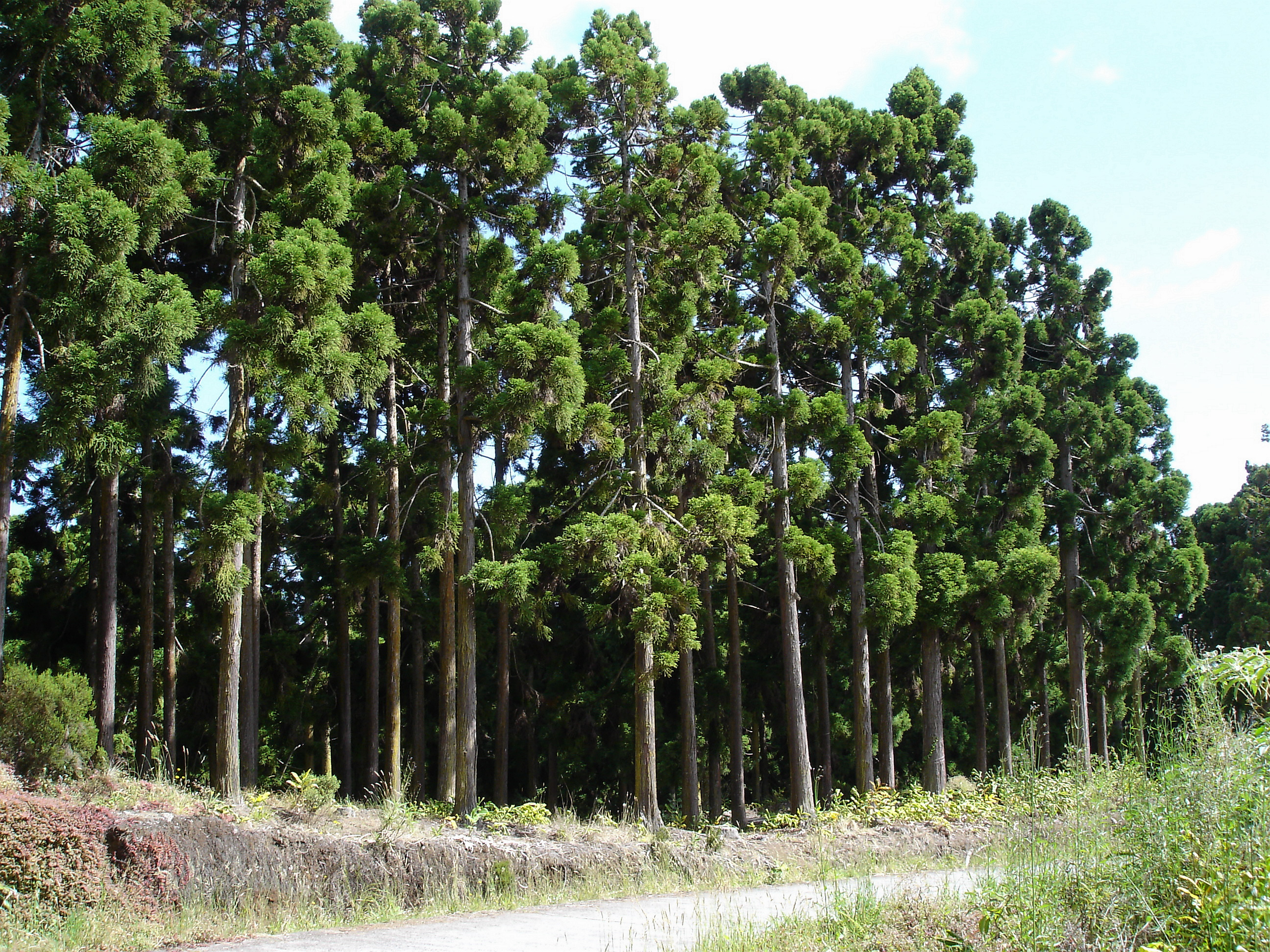
Một cánh rừng liễu sam

Gỗ của nó có hương thơm, màu hồng ánh đỏ, nhẹ nhưng cứng, không thấm nước và chống chịu được sâu mục. Nó được ưa thích tại Nhật Bản cho mọi loại công trình xây dựng cũng như làm gỗ lót ván bên trong các công trình đó.
Cryptomeria bị ấu trùng của một số loài nhậy thuộc chi Endoclita phá hoại, chẳng hạn E. auratus, E. punctimargo và E. undulifer.

## Vấn đề
Phấn hoa của liễu sam và cối bách (Chamaecyparis obtusa) là nguồn chính để gây ra bệnh sốt cỏ khô tại Nhật Bản.